# Doctor Jones
«Doctor Jones» es una canción de la banda de eurodance y rock danesa Aqua, llanzada como el cuarto sencillo de su álbum debut Aquarium, editado en 1997.
La primera versión de la canción fue lanzada en la mayor parte de Europa en octubre de 1997 por Universal Records. La segunda versión fue lanzada en noviembre de 1997 en Australia y alcanzó el número 1 durante siete semanas consecutivas. En enero de 1998, la canción fue lanzada en el Reino Unido y se convirtió en el segundo sencillo número 1 del grupo, encabezando la lista durante tres semanas.En Escandinavia y la Europa continental la canción alcanzó el top 10, encabezando las listas de Croacia e Irlanda.

## Video musical
El videoclip, dirigido por Peder Pedersen, continuó con el mismo estilo cinematográfico que en "Barbie Girl", esta vez utilizando personajes de la serie de películas Indiana Jones.René Dif interpreta a Jones, rescatando a sus compañeros de banda de una tribu vudú estereotipada. El logotipo del título está escrito de forma similar al de Indiana Jones. También hay una toma de la trayectoria de vuelo del avión sobre un mapa, que se utiliza en la serie de películas.

## Lista de canciones
| - CD1 y casete sencillo 1. "Doctor Jones" (radio edit) – 3:22 2. "Doctor Jones" (extended version) – 5:13 - CD2 1. "Doctor Jones" (radio edit) 2. "Doctor Jones" (extended mix) 3. "Doctor Jones" (Adrenalin club mix) 4. "Doctor Jones" (Molella and Phil Jay mix) 5. "Doctor Jones" (MPJ speed dub) 6. "Doctor Jones" (Antiloop club mix) 7. "Doctor Jones" (D-Bop's Prescription mix) - CD1 1. "Doctor Jones" (radio edit) – 3:22 2. "Doctor Jones" (extended mix) – 5:13 3. "Doctor Jones" (Adrenalin club mix) – 6:21 4. "Doctor Jones" (Molella and Phil Jay mix) – 5:19 5. "Doctor Jones" (Antiloop club mix) – 10:00 6. "Doctor Jones" (D-Bop's Prescription mix) – 8:02 | - CD2 1. "Doctor Jones" (radio edit) – 3:22 2. "Doctor Jones" (Metro's 7-inch edit) – 3:36 3. "Doctor Jones" (Metro's X-ray dub) – 6:22 4. "Doctor Jones" (Metro's full video) - CD sencillo 1. "Doctor Jones" (radio track) 2. "Doctor Jones" (extended mix) 3. "Barbie Girl" (extended version) 4. "My Oh My" (extended version) 5. "Roses Are Red" (club version) 6. "Barbie Girl" (Dirty Rotten Scoundrel Clinical 12-inch mix) |

## Posicionamiento en listas
| Lista (1997–1998)                       | Máxima posición |
| --------------------------------------- | --------------- |
| Australia (ARIA)                        | 1               |
| Austria (Ö3 Austria Top 40)             | 8               |
| Bélgica (Flandes) (Ultratop 50)         | 3               |
| Bélgica (Valonia) (Ultratop 50)         | 5               |
| Croacia (HRT)                           | 1               |
| Dinamarca (IFPI)                        | 8               |
| Escocia (Scottish Singles Sales Chart)  | 1               |
| España (AFYVE)                          | 6               |
| Estados Unidos (Hot Dance Club Songs)   | 18              |
| Unión EuropeaEuropa (Eurochart Hot 100) | 3               |
| Finlandia (OFC)                         | 6               |
| Alemania (Offizielle Deutsche Charts)   | 7               |
| Islandia (Íslenski Listinn Topp 40)     | 21              |
| Irlanda (IRMA)                          | 1               |
| Italia (FIMI)                           | 3               |
| Nueva Zelanda (Recorded Music NZ)       | 2               |
| Países Bajos (Dutch Top 40)             | 3               |
| Países Bajos (Mega Single Top 100)      | 3               |
| Reino Unido (UK Singles Chart)          | 1               |
| Suecia (Sverigetopplistan)              | 2               |
| Suiza (Schweizer Hitparade)             | 11              |